# 扇町ミュージアムキューブ
扇町ミュージアムキューブ（おうぎまちミュージアムキューブ）は、大阪府大阪市北区南扇町のi-Mall内に所在する、劇場を中心とした複合施設。管理運営はシアターワークショップ。略称はOMC。

## 概要
2023年（令和5年）10月2日に開業。医療複合施設であるi-Mallの1階から3階に位置し、医誠会国際総合病院が隣接している。「キューブ」と呼ばれる複数の部屋で構成されているのが特徴である。また一部施設は、扇町キネマの名称でミニシアターとして運用されることもある。
2003年（平成15年）に閉館した扇町ミュージアムスクエア（OMS）の後継施設として位置づけられ、運営主体は異なっているがコンセプトを継承するとともに名称の一部を引き継いでいる。

## 施設
- CUBE01（1階 - 3階）
  - 客席数251席（常設200席+可動49席+車いす席2席）
- CUBE02（1階 - 2階）
  - 客席数107席（可動）
- CUBE03（M2階 - 3階）
  - 客席数55席（可動）
- CUBE04 - 05（2階）
  - アートギャラリー
- CUBE06 - 08（3階）
  - 練習室
- CUBE09 - 10（3階）
  - 会議室
- 談話室「マチソワ」（1階）

## 扇町キネマ
施設内の劇場・CUBE03を「扇町キネマ」として、第七藝術劇場を映画プログラム編成のパートナーとしミニシアターとして運用することもある。

## 交通
- Osaka Metro堺筋線「扇町駅」（5番出口）から徒歩3分。
- JR「天満駅」より徒歩7分。